# Flavia Solva
Flavia Solva is een Romeinse nederzetting in Wagna bij Leibnitz in Oostenrijks Stiermarken. Flavia Solva werd onder de naam Solva in het koninkrijk Noricum gesticht.

## Tijdbalk
- In 15 v.Chr. wordt Noricum bij het Romeinse Rijk ingelijfd.
- Tussen 41 en 45 wordt Noricum een Romeinse keizerlijke provincie.
- Rond het jaar 70 verleent Vespasianus Solva stadsrechten met de naam Municipium Flavia Solva.
- Rond 170 vallen de Marcomanni en Quadi Noricum binnen en verwoesten de stad, die in de volgende jaren echter weer wordt opgebouwd.
- Als gevolg van de hervormingen van Diocletianus wordt de provincie Noricum tussen 284 en 305 gedeeld. Flavia Solva behoort voortaan tot de provincie Noricum Ripens.
- Na 400 wordt Flavia Solva bij de Grote Volksverhuizing geplunderd en ten dele verwoest.
- Uit de periode tussen 450 en 457 dateren loodzegels met de naam van de (Oost-Romeinse) keizer Marcianus, hetgeen op een voortgezette bewoning in deze periode duidt.
- In 488 wordt de provincie Noricum Ripens door Odoaker opgegeven. Flavia Solva vervalt.

De fundamenten van Flavia Solva zijn gedeeltelijk blootgelegd en kunnen bezichtigd worden.